# Природне освітлення

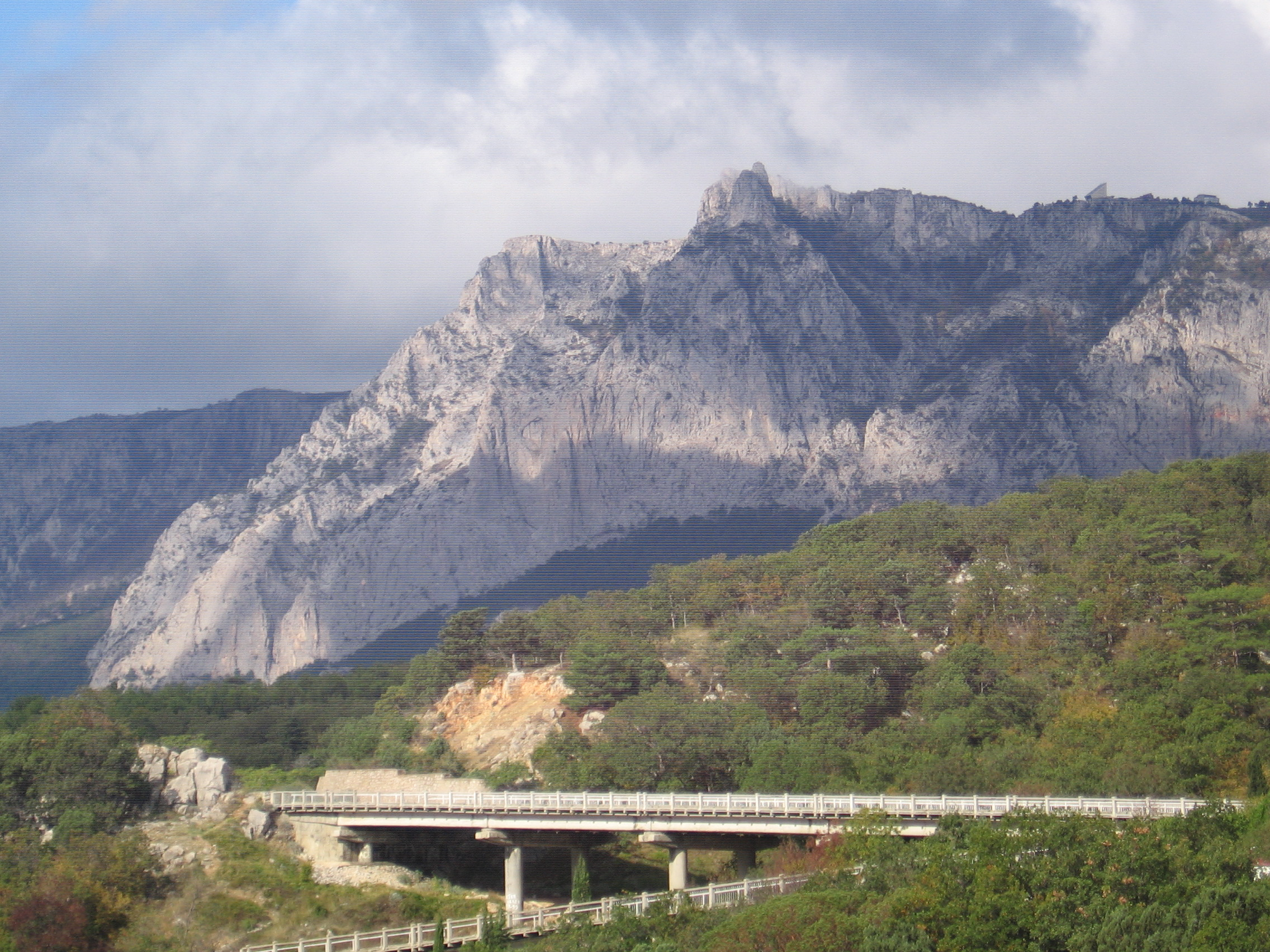
Ай-Петрі. Природне освітлення, День.

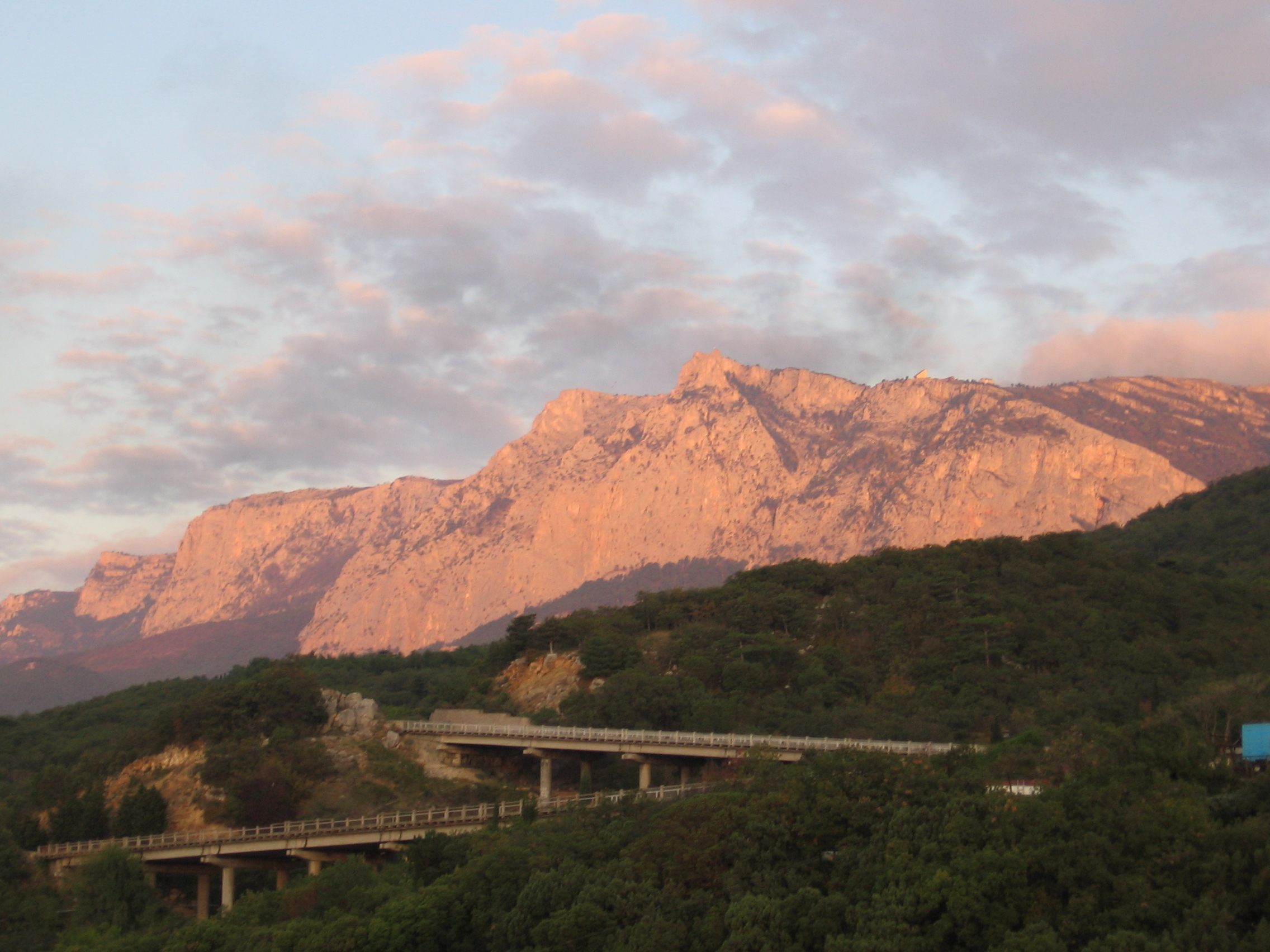
Ай-Петрі. Природне освітлення, вечір.

Приро́дне осві́тлення — це освітлення приміщень світлом неба (природним або денним світлом) та сонячними променями, які проникають крізь світлові отвори в зовнішніх огороджувальних конструкціях. Денне (природне) світло — теплове випромінювання Сонця, що пройшло крізь атмосферу. Це випромінювання з суцільним спектром на довжинах хвиль від 300 до 4500 нм з колірною температурою близько 5000 К. До 90-х років 20 століття природному світлу в спорудах відводилася дуже незначна роль, а штучне освітлення використовувалося практично протягом усього робочого часу в переважній частині приміщень. Проте загальна ефективність освітлювальної устави додатково визначається дією на психіку людини і тонус її нервової системи, тому роль природного світла в приміщенні дуже велика.
Досвід роботи в приміщеннях без світлових отворів показав, що зорове відключення людини від зовнішнього середовища гнітюче відображається на її психіці і несприятливо позначається на продуктивності праці.
Якісна оцінка природного освітлення проводиться відносною величиною — КПО (коефіцієнтом природного освітлення). КПО визначається за формулою:
 де:
- Евнутр — освітленість, що створюється в деякій точці приміщення світлом неба
- Езовн — зовнішня горизонтальна освітленість, створювана повністю відкритим склепінням.